# Homalomena symplocarpifolia
Homalomena symplocarpifolia är en kallaväxtart som beskrevs av P.C.Boyce, S.Y.Wong och Fasih. Homalomena symplocarpifolia ingår i släktet Homalomena och familjen kallaväxter. Inga underarter finns listade.